# Maoritomella
Maoritomella is een geslacht van weekdieren uit de klasse van de Gastropoda (slakken).

## Soorten
- Maoritomella albula (Hutton, 1873)
- Maoritomella batjanensis (Schepman, 1913)
- Maoritomella clupeispina Kilburn, 1986
- Maoritomella densecostulata Kilburn, 1986
- Maoritomella eva (Thiele, 1925)
- Maoritomella foliacea Laseron, 1954
- Maoritomella granilirata Kilburn, 1986
- Maoritomella ischna (Watson, 1881)
- Maoritomella leptopleura Kilburn, 1986
- Maoritomella megalacme Kilburn, 1986
- Maoritomella moderata (Marwick, 1965) †
- Maoritomella multiplex (Webster, 1906)
- Maoritomella orientalis Dell, 1956
- Maoritomella pagodula Powell, 1942 †
- Maoritomella pleonastica (Barnard, 1958)
- Maoritomella robusta Powell, 1942 †
- Maoritomella studiosorum (L. C. King, 1933) †
- Maoritomella subalbula (R. Murdoch, 1900) †
- Maoritomella tarrhion Kilburn, 1986
- Maoritomella torquatella (Marwick, 1931) †